# Associazione Sportiva Bari 1972-1973
Questa pagina raccoglie le informazioni riguardanti l'Associazione Sportiva Bari nelle competizioni ufficiali della stagione 1972-1973.

## Stagione
Nell'estate del 1972, dopo l'ultimo campionato di Serie B terminato dal Bari a metà classifica nonostante l'obiettivo fosse stata la Serie A, da parte di dirigenza, stampa e tifoseria vi è risentimento attorno alla squadra biancorossa, che la Gazzetta del Mezzogiorno definisce "il cimitero degli elefanti", a indicare giocatori di età avanzata e poco redditizi; v'è un'ampia e generalizzata richiesta di una squadra nuova e giovane. In Europa, Italia compresa, c'è l'inflazione in aumento e una crisi economica. Il presidente dell'AS Bari, De Palo, dopo aver speso somme cospicue nelle stagioni precedenti, intende gestire la scarsezza di liquidità del club calcistico biancorosso (situazione all'epoca più difficile perché non esistevano diritti televisivi e sponsor a ripianare parte delle spese). L'allenatore Toneatto, dopo essere seduto altre due stagioni sulla panchina dei galletti si accorda con il Foggia; le necessità contingenti della società biancorossa sono quelle di chiamare un tecnico giovane, senza troppe pretese, neanche nello stipendio, ma esperto di giovani giocatori. Dopo diversi giorni di valutazioni, De Palo accorda a Carlo Regalia la panchina del Bari; trattasi del vice di Gigi Radice sulla panchina del Cesena, altra formazione di seconda serie, all'epoca sconosciuto nelle prime due categorie nazionali se non per il passato da attaccante negli anni cinquanta.
Come richiesto da più parti la rosa biancorossa viene rivoluzionata; rimangono almeno sette atleti della rosa precedente e gli altri sono rimpiazzati da giovani in gran parte della Serie C, e serie inferiori, tutti scelti da Regalia, che fa spendere alla società biancorossa una somma bassa per l'epoca, 260 milioni di lire.
In Coppa Italia la squadra di Regalia chiude il primo turno all'ultimo posto nel gruppo 5 con un punto in quattro gare, ottenuto con il pareggio interno, 0-0 con la Fiorentina, venendo eliminata.
In campionato i galletti rimangono imbattuti fino alla 6ª giornata, con quattro su sei incontri vinti e punteggio pieno nelle prime tre giornate; questa iniziale serie positiva si chiude in 7ª giornata, con la sconfitta interna ad opera del Perugia. Dopo una flessione di un mese (un punto in quattro gare) i biancorossi tornano a vincere all'11ª giornata in casa, di misura (1-0) con il Novara, inaugurando una nuova serie positiva di sei giornate in cui viene battuto anche il Taranto, 3-2 nel derby in 13ª giornata, con una prestazione molto ben giudicata anche dai sostenitori ionici. I pugliesi chiudono il girone d'andata con 22 punti al quinto posto in classifica, ex aequo con Foggia e Varese.
Nella seconda metà del campionato, caratterizzata da fasi alterne, il Bari ricava 14 punti per un totale di 36, chiudendolo appaiato assieme al Como all'11º posto (metà classifica).
Durante il campionato, da marzo a maggio, la formazione ha partecipato al torneo anglo-italiano, in cui non ha superato il girone preliminare.
La critica rimane soddisfatta della stagione, condotta con un tecnico e molti dei giocatori esordienti in cadetteria. Regalia, che ha impiegato con questa squadra un apprezzato 3-4-3 offensivo, viene soprannominato dai giornalisti "il petroldollaro del Bari nel momento della svalutazione", la formazione da lui costruita sarà ricordata negli anni futuri come "il Bari dell'onda verde", epiteto che indica in genere l'avanzamento o la promozione dei giovani nei vari ambiti.
Il 3-4-3 impartito alla squadra dal tecnico lombardo, pur inusuale a inizi '70, altro non era che una riedizione del vecchio Sistema praticato fino a circa vent'anni prima, con i quattro centrocampisti - due mediani e due mezze ali - disposti a quadrilatero. Paolo Catalano, un noto giornalista sportivo barese di quel periodo, etichettò questo schema "Regaliema", dal nome del coach.

## Divise
Le divise per la stagione '72-'73 sono state le seguenti:
| Prima divisa | Seconda divisa |

## Organigramma societario[6]
Area direttiva
- Presidente: dott. Angelo De Palo
- Segretario: Filippo Nitti

Area tecnica
- Direttore Sportivo: ?
- Allenatore: Carlo Regalia
- Secondo allenatore: Luciano Pirazzini
- Accompagnatore: comm. Angelo Albanese

Area sanitaria
- Medico sociale: Dott. Francesco Portoghese
- Massaggiatore: Roberto Chiesa

## Rosa
| N. |                   | Ruolo | Calciatore         |
| -- | ----------------- | ----- | ------------------ |
|    | Italia (bandiera) | P     | Gianni Colombo     |
|    | Italia (bandiera) | P     | Giampaolo Merciai  |
|    | Italia (bandiera) | D     | Fabio Cazzola      |
|    | Italia (bandiera) | D     | Pierluigi Consonni |
|    | Italia (bandiera) | D     | Aurelio Galli      |
|    | Italia (bandiera) | D     | Pasquale Loseto    |
|    | Italia (bandiera) | D     | Vittorio Spimi     |
|    | Italia (bandiera) | C     | Gianni Ardemagni   |
|    | Italia (bandiera) | C     | Cesare Butti       |
|    | Italia (bandiera) | C     | Antonio D'Angelo   |

| N. |                   | Ruolo | Calciatore             |
| -- | ----------------- | ----- | ---------------------- |
|    | Italia (bandiera) | C     | Giampiero Dalle Vedove |
|    | Italia (bandiera) | C     | Leonardo Generoso      |
|    | Italia (bandiera) | C     | Antonio Lopez          |
|    | Italia (bandiera) | C     | Ilario Monterisi       |
|    | Italia (bandiera) | C     | Arduino Sigarini       |
|    | Italia (bandiera) | A     | Gianfranco Casarsa     |
|    | Italia (bandiera) | A     | Italo Florio           |
|    | Italia (bandiera) | A     | Antonio Marcolini      |
|    | Italia (bandiera) | A     | Ivano Martini          |
|    | Italia (bandiera) | ?     | Tessarotto             |

## Calciomercato

### Sessione estiva
| Acquisti | Acquisti           | Acquisti   | Acquisti                        |
| R.       | Nome               | da         | Modalità                        |
| -------- | ------------------ | ---------- | ------------------------------- |
| P        | Giampaolo Merciai  | Savona     | definitivo (45 milioni)         |
| D        | Fabio Cazzola      | Imola      | definitivo (30 milioni)         |
| D        | Pierluigi Consonni | Derthona   | definitivo (80 milioni di lire) |
| C        | Gianni Ardemagni   | Derthona   | definitivo (80 milioni di lire) |
| C        | Cesare Butti       | Verbania   | definitivo (30 milioni)         |
| C        | Leonardo Generoso  | Giovinazzo | definitivo                      |
| C        | Arduino Sigarini   | Trento     | definitivo (40 milioni)         |
| A        | Gianfranco Casarsa | Bellaria   | definitivo                      |
| A        | Italo Florio       | Fiorentina | compartecipazione (27 milioni)  |
| A        | Antonio Marcolini  | Savona     | definitivo (45 milioni)         |
| A        | Ivano Martini      | Derthona   | definitivo (80 milioni di lire) |

| Cessioni | Cessioni               | Cessioni  | Cessioni      |
| R.       | Nome                   | da        | Modalità      |
| -------- | ---------------------- | --------- | ------------- |
| P        | Giuseppe Spalazzi      | Genoa     | definitivo    |
| D        | Mario Colautti         | Ascoli    | definitivo    |
| D        | Marcello Diomedi       | Fermana   | definitivo    |
| D        | Manlio Muccini         | Latina    | definitivo    |
| C        | Mario Fara             | Monza     | definitivo    |
| C        | Cané                   | Napoli    | ?             |
| C        | Corrado Marmo          | Reggina   | definitivo    |
| C        | Giovan Battista Pienti | Casertana | definitivo    |
| A        | Natalino Gottardo      | Savona    | definitivo    |
| A        | Lucio Mujesan          | Verona    | fine prestito |
| A        | Alberto Tonoli         | Savona    | definitivo    |

## Risultati

### Serie B

#### Girone di andata
| Arbitro: | Branzoni (Pavia) |

|                      |           |  |
| Ardemagni 59’ (rig.) | Marcatori |  |

| Arbitro: | Martinelli (Catanzaro) |

|  |           |                  |
|  | Marcatori | 64’ Dalle Vedove |

| Arbitro: | Barbaresco (Cormons) |

|                               |           |                |
| Ardemagni 56’, 86’ Florio 68’ | Marcatori | 40’ C. Petrini |

| Varese 8 ottobre 1972 4ª giornata | Varese                     | 0 – 0 referto | Bari | Stadio Franco Ossola\| Arbitro: \| Trinchieri (Reggio Emilia) \| |
| Arbitro:                          | Trinchieri (Reggio Emilia) |               |      |                                                                  |

| Arbitro: | Cantelli (Firenze) |

|             |           |           |
| Sigarini 7’ | Marcatori | 58’ Festa |

| Arbitro: | Menegali (Roma) |

|  |           |                                             |
|  | Marcatori | 10’ Sigarini 18’ Dalle Vedove 74’ Marcolini |

| Arbitro: | Casarin (Milano) |

|  |           |              |
|  | Marcatori | 12’ Colausig |

| Arbitro: | Bernardis (Trieste) |

|                                                    |           |  |
| Bertarelli 11’ Colombini 42’, 85’ Butti 73’ (aut.) | Marcatori |  |

| Arbitro: | Pieroni (Roma) |

|             |           |                 |
| Casarsa 35’ | Marcatori | 75’ G. Cattaneo |

| Arbitro: | Motta (Monza) |

|                                      |           |             |
| Spagnolo 32’ Moruzzi 65’ Zandoli 85’ | Marcatori | 71’ Casarsa |

| Arbitro: | Ciacci (Roma) |

|                 |           |  |
| Enzo 77’ (aut.) | Marcatori |  |

| Reggio Calabria 3 dicembre 1972 12ª giornata | Reggina            | 0 – 0 referto | Bari | Stadio Comunale\| Arbitro: \| Lazzaroni (Milano) \| |
| Arbitro:                                     | Lazzaroni (Milano) |               |      |                                                     |

| Arbitro: | Gussoni (Tradate) |

|                                            |           |                         |
| Sigarini 10’ Casarsa 22’ Biondi 68’ (aut.) | Marcatori | 73’ Aristei 79’ Beretti |

| Foggia 17 dicembre 1972 14ª giornata | Foggia      | 0 – 0 referto | Bari | Stadio Pino Zaccheria\| Arbitro: \| Calì (Roma) \| |
| Arbitro:                             | Calì (Roma) |               |      |                                                    |

| Bari 24 dicembre 1972 15ª giornata | Bari                | 0 – 0 referto | Catania | Stadio della Vittoria\| Arbitro: \| Panzino (Catanzaro) \| |
| Arbitro:                           | Panzino (Catanzaro) |               |         |                                                            |

| Arbitro: | Pieroni (Roma) |

|              |           |             |
| D'Angelo 79’ | Marcatori | 82’ Ferrari |

| Arbitro: | Angonese (Mestre) |

|            |           |  |
| Marino 74’ | Marcatori |  |

| Arbitro: | Vannucchi (Bologna) |

|             |           |  |
| Casarsa 85’ | Marcatori |  |

| Arbitro: | Michelotti (Parma) |

|          |           |              |
| Pepe 81’ | Marcatori | 24’ Generoso |

#### Girone di ritorno
| Arbitro: | Casarin (Milano) |

|                  |           |              |
| Giannattasio 33’ | Marcatori | 12’ Sigarini |

| Bari 11 febbraio 1973 21ª giornata | Bari          | 0 – 0 referto | Lecco | Stadio della Vittoria\| Arbitro: \| Prati (Parma) \| |
| Arbitro:                           | Prati (Parma) |               |       |                                                      |

| Catanzaro 18 febbraio 1973 22ª giornata | Catanzaro        | 0 – 0 referto | Bari | Stadio Comunale\| Arbitro: \| Branzoni (Pavia) \| |
| Arbitro:                                | Branzoni (Pavia) |               |      |                                                   |

| Bari 25 febbraio 1973 23ª giornata | Bari                 | 0 – 0 referto | Varese | Stadio della Vittoria\| Arbitro: \| Barbaresco (Cormons) \| |
| Arbitro:                           | Barbaresco (Cormons) |               |        |                                                             |

| Arbitro: | Giunti (Arezzo) |

|             |           |  |
| Orlandi 55’ | Marcatori |  |

| Bari 11 marzo 1973 25ª giornata | Bari        | 0 – 0 referto | Mantova | Stadio della Vittoria\| Arbitro: \| Calì (Roma) \| |
| Arbitro:                        | Calì (Roma) |               |         |                                                    |

| Arbitro: | Cantelli (Firenze) |

|                            |           |  |
| Urban 43’ (rig.) Bonci 49’ | Marcatori |  |

| Arbitro: | Busalacchi (Palermo) |

|              |           |                |
| Sigarini 48’ | Marcatori | 51’ Bertarelli |

| Arbitro: | Frasso (Capua) |

|                |           |  |
| Bellinazzi 34’ | Marcatori |  |

| Arbitro: | Fuschi (Pescara) |

|                 |           |                      |
| Dalle Vedove 2’ | Marcatori | 70’ (aut.) Marcolini |

| Arbitro: | Laurenti (Padova) |

|          |           |  |
| Enzo 61’ | Marcatori |  |

| Arbitro: | Gussoni (Tradate) |

|                            |           |                     |
| Marcolini 34’ Generoso 43’ | Marcatori | 25’ (rig.) Bellotto |

| Arbitro: | Menicucci (Firenze) |

|                        |           |  |
| Romanzini 49’ Majo 88’ | Marcatori |  |

| Arbitro: | Toselli (Cormons) |

|  |           |             |
|  | Marcatori | 24’ Braglia |

| Arbitro: | Serafino (Roma) |

|            |           |  |
| Scarpa 88’ | Marcatori |  |

| Arbitro: | Michelotti (Parma) |

|             |           |  |
| Corradi 29’ | Marcatori |  |

| Arbitro: | Calì (Roma) |

|                              |           |            |
| Cagni 2’ (aut.) Sigarini 39’ | Marcatori | 84’ Marino |

| Arbitro: | Testuzza (Genova) |

|                |           |             |
| F. Graziani 2’ | Marcatori | 81’ Casarsa |

| Arbitro: | Barbaresco (Cormons) |

|                                        |           |          |
| Dalle Vedove 42’ Casarsa 58’ Butti 89’ | Marcatori | 54’ Fara |

### Coppa Italia

#### Prima fase a gironi
| Arbitro: | Frasso (Capua) |

|  |           |            |
|  | Marcatori | 26’ Braida |

| Arbitro: | Casarin (Milano) |

|            |           |  |
| Ghetti 78’ | Marcatori |  |

| Bari 6 settembre 1972, ore 21,00 3ª giornata | Bari                          | 0 – 0 referto | Fiorentina | Stadio della Vittoria (12634 spett.)\| Arbitro: \| Mascali (Desenzano del Garda) \| |
| Arbitro:                                     | Mascali (Desenzano del Garda) |               |            |                                                                                     |

| Arbitro: | Prati (Parma) |

|                            |           |                          |
| Pepe 25’ Ballabio 40’, 49’ | Marcatori | 12’ Ardemagni 33’ Florio |

### Torneo Anglo-Italiano
| Arbitro: | Lattanzi (Ancona) |

|                                       |           |  |
| Shenks 31’, 39’ Thomson 40’ Moore 48’ | Marcatori |  |

| Arbitro: | Jolly |

|  |           |            |
|  | Marcatori | 16’ Possee |

| Arbitro: | Francescon (Padova) |

|                               |           |             |
| Law 15’ Moore 30’ Martins 73’ | Marcatori | 69’ Martini |

| Bari 2 maggio 1973 girone preliminare (4ª) | Bari     | 0 – 0 referto | Hull City | Stadio della Vittoria (5731 spett.)\| Arbitro: \| Homewood \| |
| Arbitro:                                   | Homewood |               |           |                                                               |

## Statistiche

### Statistiche di squadra
| Competizione          | Punti | In casa | In casa | In casa | In casa | In casa | In casa | In trasferta | In trasferta | In trasferta | In trasferta | In trasferta | In trasferta | Totale | Totale | Totale | Totale | Totale | Totale | DR  |
| Competizione          | Punti | G       | V       | N       | P       | Gf      | Gs      | G            | V            | N            | P            | Gf           | Gs           | G      | V      | N      | P      | Gf     | Gs     | DR  |
| --------------------- | ----- | ------- | ------- | ------- | ------- | ------- | ------- | ------------ | ------------ | ------------ | ------------ | ------------ | ------------ | ------ | ------ | ------ | ------ | ------ | ------ | --- |
| Serie B               | 36    | 19      | 8       | 9       | 2       | 21      | 13      | 19           | 2            | 7            | 10           | 8            | 20           | 38     | 10     | 16     | 12     | 29     | 33     | -4  |
| Coppa Italia          | -     | 2       | 0       | 1       | 1       | 0       | 1       | 2            | 0            | 0            | 2            | 2            | 4            | 4      | 0      | 1      | 3      | 2      | 5      | -3  |
| Torneo anglo-italiano | -     | 2       | 0       | 1       | 1       | 0       | 1       | 2            | 0            | 0            | 2            | 1            | 7            | 4      | 0      | 1      | 3      | 1      | 8      | -7  |
| Totale                | -     | 23      | 8       | 11      | 4       | 21      | 15      | 23           | 2            | 7            | 14           | 11           | 31           | 46     | 10     | 18     | 18     | 32     | 46     | -14 |

### Statistiche dei giocatori
| Giocatore       | Campionato | Campionato | Campionato  | Campionato | Coppa Italia | Coppa Italia | Coppa Italia | Coppa Italia | Torneo anglo-italiano | Torneo anglo-italiano | Torneo anglo-italiano | Torneo anglo-italiano | Totale   | Totale | Totale      | Totale     |
| Giocatore       | Presenze   | Reti       | Ammonizioni | Espulsioni | Presenze     | Reti         | Ammonizioni  | Espulsioni   | Presenze              | Reti                  | Ammonizioni           | Espulsioni            | Presenze | Reti   | Ammonizioni | Espulsioni |
| --------------- | ---------- | ---------- | ----------- | ---------- | ------------ | ------------ | ------------ | ------------ | --------------------- | --------------------- | --------------------- | --------------------- | -------- | ------ | ----------- | ---------- |
| G. Ardemagni    | 32         | 3          | ?           | ?          | 1+           | 1            | 0            | 0            | ?                     | 0                     | ?                     | ?                     | 33+      | 4      | 0+          | 0+         |
| C. Butti        | 33         | 1          | ?           | ?          | ?            | 0            | 0            | 0            | ?                     | 0                     | 0                     | 0                     | 33+      | 1      | 0+          | 0+         |
| G. Casarsa      | 32         | 6          | ?           | ?          | ?            | 0            | 0            | 0            | 1+                    | 0                     | 1                     | 0                     | 33+      | 6      | 1+          | 0+         |
| F. Cazzola      | 30         | 0          | ?           | ?          | ?            | 0            | 0            | 0            | 1+                    | 0                     | 1                     | 0                     | 31+      | 0      | 1+          | 0+         |
| G. Colombo      | 31         | -?         | ?           | ?          | 1+           | ?            | 0            | 1            | ?                     | ?                     | 0                     | 0                     | 32+      | 0+     | 0+          | 1+         |
| P. Consonni     | 36         | 0          | ?           | ?          | ?            | 0            | 0            | 0            | ?                     | 0                     | 0                     | 0                     | 36+      | 0      | 0+          | 0+         |
| G. Dalle Vedove | 35         | 4          | ?           | ?          | ?            | 0            | 0            | 0            | ?                     | 0                     | 0                     | 0                     | 35+      | 4      | 0+          | 0+         |
| A. D'Angelo     | 16         | 1          | ?           | ?          | ?            | 0            | 0            | 0            | ?                     | 0                     | 0                     | 0                     | 16+      | 1      | 0+          | 0+         |
| I. Florio       | 30         | 1          | ?           | ?          | 1+           | 1            | 0            | 0            | ?                     | 0                     | 0                     | 0                     | 31+      | 2      | 0+          | 0+         |
| A. Galli        | 32         | 0          | ?           | ?          | ?            | 0            | 0            | 0            | ?                     | 0                     | 0                     | 0                     | 32+      | 0      | 0+          | 0+         |
| L. Generoso     | 11         | 2          | ?           | ?          | ?            | 0            | 0            | 0            | ?                     | 0                     | 0                     | 0                     | 11+      | 2      | 0+          | 0+         |
| A. Lopez        | 3          | 0          | ?           | ?          | ?            | 0            | 0            | 0            | ?                     | 0                     | 0                     | 0                     | 3+       | 0      | 0+          | 0+         |
| P. Loseto       | 7          | 0          | ?           | ?          | ?            | 0            | 0            | 0            | ?                     | 0                     | 0                     | 0                     | 7+       | 0      | 0+          | 0+         |
| A. Marcolini    | 30         | 2          | ?           | ?          | ?            | 0            | 0            | 0            | ?                     | 0                     | 0                     | 0                     | 30+      | 2      | 0+          | 0+         |
| I. Martini      | 6          | 0          | ?           | ?          | ?            | 0            | 0            | 0            | 1+                    | 1                     | 0                     | 0                     | 7+       | 1      | 0+          | 0+         |
| G. Merciai      | 8          | -?         | ?           | ?          | ?            | 0            | 0            | 0            | ?                     | 0                     | 0                     | 0                     | 8+       | 0+     | 0+          | 0+         |
| I. Monterisi    | 1          | 0          | ?           | ?          | ?            | 0            | 0            | 0            | ?                     | 0                     | 0                     | 0                     | 1+       | 0      | 0+          | 0+         |
| A. Sigarini     | 35         | 6          | ?           | ?          | ?            | 0            | 0            | 0            | ?                     | 0                     | 0                     | 0                     | 35+      | 6      | 0+          | 0+         |
| V. Spimi        | 37         | 0          | ?           | ?          | 1+           | 0            | 1            | 0            | ?                     | 0                     | 0                     | 0                     | 38+      | 0      | 1+          | 0+         |